# Motor de combustión
Se denomina motor de combustión a un motor capaz de transformar en movimiento la energía proveniente de la combustión de sustancias adecuadas, denominadas combustibles. Inventado por Etienne Lenoir en Bélgica, en el año 1860.[cita requerida]
Los motores de combustión han tenido una potencial aplicación en el transporte desde el siglo XIX con la aparición de la locomotora. A través de los años diferentes motores de combustión se han desarrollado, durante el siglo XX y principios del siglo XXI el motor de cuatro cilindros en línea se volvió el tipo de motor más empleado por automóviles particulares, además los motores de combustión permitieron el desarrollo de los primeros modelos de aviones.
Por lo general casi todos los motores térmicos son motores de combustión, no obstante pueden existir motores térmicos con una fuente de calor diferente a la combustión, como por ejemplo el motor Stirling.
Existen dos tipos principales de motores de combustión: los de combustión interna y los de combustión externa, según el lugar donde se produce la combustión del combustible.

## Motor de combustión interna
Algunos ejemplos de motores de combustión interna son los motores de gasolina, diésel, gas y Wankel.
En resumen, cuando la combustión se produce dentro de un recinto cerrado, se denominan motores de combustión interna. Son normalmente utilizados en automóviles.

## Motor de combustión externa
Algunos ejemplos de motores de combustión externa son los motores de vapor, Stirling y turbina de gas.